# Capri
 Denne artikel omhandler en ø. Opslagsordet har også en anden betydning, se Ford Capri.
Capri er en ø i Napolibugten ved Italien som siden romertiden har været et populært rejsemål. Den Blå Grotte ligger på Capri.
40°33′00″N 14°14′00″Ø / 40.55000°N 14.23333°Ø